# Observatoire de Dijon
Cet article concerne l'observatoire historique. Pour l'observatoire actuel, voir Observatoire des Hautes-Plates.
L'Observatoire de Dijon est un observatoire astronomique situé dans la  tour Philippe le Bon (ou Tour de la Terrasse), à Dijon, en Bourgogne-Franche-Comté (France).

## Historique
Il a été en activité au XVIIIe siècle. La Société astronomique de Bourgogne (SAB) s'emploie à le faire revivre.